# François Soulages
Pour les articles homonymes, voir Soulages.
Ne doit pas être confondu avec l'économiste François Soulage.
François Soulages est un critique d'art et un esthéticien français, spécialisé en esthétique de la photographie.

## Biographie
François Soulages soutient en 1993 à la Sorbonne une thèse de doctorat dirigée par Gilbert Lascault sur la Philosophie de la photographie actuelle.
Depuis l'an 2000, il est professeur d'esthétique au département d'arts plastiques de l'Université Paris VIII.
Il dirige l'équipe d'accueil EA 4010 "Arts des Images & Art contemporain", à Université Paris VIII.
Il préside le Collège iconique avec Jean-Michel Rodes et Serge Tisseron ainsi que RETINA.International. Dans ce cadre il organise de nombreux colloques dans le monde entier ainsi qu'à Paris des cafés-philo.
Son ouvrage Esthétique de la photographie (1998) est traduit en plusieurs langues.
En 2007, il fonde la collection « L'Image & les images » aux éditions Klincksieck.
En 2015, il organise des séminaires à l'INHA.
Il dirige ou codirige également plusieurs collections éditoriales, "EIDOS" et "Local/Global" aux éditions L'Harmattan, Paris.
Il s'intéresse depuis maintenant plusieurs années à la culture brésilienne.

### Années 1980
- (dir.) Photographie et inconscient, séminaire de philosophie, octobre 1985-janvier 1986, Osiris, Paris, 1986.
- Création (photographique) en France, ou Le corps, la galère, noir et blanc, Le Musée, Toulon, 1988.

### Années 2000
- (dir.) Dialogues sur l'art et la technologie : autour d'Edmond Couchot, L'Harmattan, 2001.
- (dir., avec Gilles Rouet) Du printemps de Prague à la chute du Mur de Berlin : photographie et politique, Klincksieck, 2009.
- (dir.) Photographie & contemporain : à partir de Marc Tamisier, L'Harmattan, 2009.

### Années 2010
- Esthétique de la photographie : la perte et le reste (1998), 2e édition, Armand Colin, 2017.
- (dir.) Les Frontières des langues, préface de Danielle Tartakowsky, L'Harmattan, 2017  (ISBN 978-2-343-13258-7) (édition imprimée) ou   (ISBN 9782140049187 et 9782336801544) (édition numérique)

Entretiens
- avec Pierre Vidal-Naquet : Les Images de l'historien suivi de Humanité et histoire, Klincksieck, 2007.
- avec Christine Buci-Glucksmann : Une femme philosophe, Klincksieck, 2008.

### Années 2020
- Avant propos de L'image et le monde de Raymond Depardon,  INA, 2020.